# Mistacínids
Els mistacínids (Mystacinidae) són una família de ratpenats amb només un gènere i dues espècies vivents, que es troben a Nova Zelanda. El gènere també inclou un gènere extint amb tres espècies diferents que visqueren en allò que avui en dia és Austràlia durant el Terciari.

## Descripció
- Mida mitjana (al voltant del 6 cm de llargària total).
- Pelatge gris i vellutat.

## Comportament
- Passen més temps a terra que altres espècies de ratpenats.
- Hivernen durant l'hivern.[3]

## Reproducció
Tenen una sola cria durant l'estiu.

## Dieta
Mengen fruits, carronya, artròpodes, pol·len i nèctar.

## Taxonomia
- Gènere Icarops †
  - Icarops aenae †
  - Icarops breviceps †
  - Icarops paradox †
- Gènere Mystacina[5]
  - M. miocenalis †
  - Ratpenat cuacurt gros de Nova Zelanda (Mystacina robusta)
  - Ratpenat cuacurt petit de Nova Zelanda (Mystacina tuberculata)